# Mahomets Flats
Mahomets Flats est un quartier à l'ouest de Geraldton, en Australie-Occidentale. Sa zone d'administration locale est la cité de Greater Geraldton. La localité fut créée en 1972.

## Géographie
Mahomets Flats est situé à 2 kilomètres au sud du centre de Geraldton, et est accessible par la Brand Highway. Ce quartier est délimité au sud-ouest par l'Océan Indien, au nord par les voies du chemin de fer de fret, à l'est par la Keane Drive et la Brand Highway, et au sud par la Olive Street.

## Démographie
Lors du recensement de 2006, le quartier de Mahomets Flats comptait 863 habitants. L'âge moyen des habitants y était de 33 ans. La majorité des habitants de Mahomets Flats était nés en Australie à 80,4 %.